# Челареле (Кампобасо)
Челареле је насеље у Италији у округу Кампобасо, региону Молизе.
Према процени из 2011. у насељу је живело 9 становника. Насеље се налази на надморској висини од 668 м.